# 이계진
이계진(李季振, 1946년 11월 23일~)은 대한민국의 아나운서 출신 정치인이다.

## 이력
고려대학교 국어국문학과를 졸업하고 중앙대학교 신문방송대학원에서 언론학 석사 학위를 취득했다. 
1973년 KBS에 아나운서로 입사했다.
1991년 KBS를 퇴사하고 잠깐 프리랜서로 활동하다가 1992년 SBS 아나운서로 이직한 후 아나운서부장, 국장, 부국장을 역임하고 1994년 SBS 퇴사하며 프리랜서를 선언했다.
2004년 한나라당 소속 국회의원으로 당선되어 활동했다. 2010년 4월 30일 강원도지사 보궐 선거에 출마하기 위해 국회의원직을 사퇴했다. 2011년 1월 27일 이광재 강원도지사의 당선무효형 판결로 2011년 4월 27일 강원도지사 보궐선거에 출마를 예상했으나 불출마 선언했다. 아울러 현재는 정계에 은퇴하여 대학 강단에 잠시 출강하였으며 이후 국방FM 라디오 프로그램 등 프리랜서 MC로 활동 중이고 경기도 광주에서 농사를 지으며 아내와 함께 전원생활을 하고 있다.

## 경력
- 1970년 ~ 1971년 ... 대성고등학교 국어교사
- 1971년 ~ 1973년 ... 육군 현역병 군복무
- 1973년 12월 ~ 1991년 8월 ... KBS 한국방송공사 아나운서
- 1992년 7월 ~ 1994년 9월 ... SBS 서울방송 아나운서
- 1994년 9월 ~ 현재 ... 프리랜서 방송 MC
- 2002년 2월 ~ 2002년 8월 ... 중앙대학교 신문방송학과 겸임교수
- 2012년 8월 ~ 2013년 2월 ... 국민대학교 신문방송학과 겸임교수
- 2015년 2월 ~ 2015년 8월 ... 동국대학교 신문방송학과 전임강사

## 의정 활동
- 2004년 5월 ~ 2008년 5월 제17대 한나라당 국회의원(강원도 원주)
- 국회 문화관광위원회 위원
- 한나라당 대변인
- 국회 농림해양수산위원회 위원
- 한나라당 강원도당 위원장 역임
- 2008년 5월~2010년 4월 제18대 한나라당 국회의원(강원도 원주)
- 국회 농림수산식품위원회 위원 겸 한나라당 간사

## 주요 방송 출연
- 《가정저널》(KBS1)
- 《11시에 만납시다》 (KBS1, KBS2)
- 《퀴즈탐험 신비의세계》 (KBS1)
- 《공개방송 요리》 (KBS2)
- 《아침의 광장》 (KBS2)
- 《제6공개홀》 (KBS1)
- 《KBS 가족동요 경연대회》 (KBS1)
- 《100세 퀴즈쇼》 (KBS2)
- 《연예가 중계》 (KBS2)
- 《독점여성저널》 (KBS1)
- 《독점여성저널 이계진의 아침마당》 (KBS1)
- 《사랑의 유람선》 (SBS)
- 《SBS 뉴스쇼》 (SBS)
- 《어머니와 딸》 (SBS)
- 《어머니 노래자랑》 (SBS)
- 《출발! 서울의 아침》 (SBS)
- 《제12회 청룡영화상》 (SBS)
- 《SBS 스포츠 바르셀로나》 (SBS)
- 《SBS 스타상》 (SBS)
- 《한국슈퍼모델선발대회》 (SBS)
- 《아침마당》 (KBS1)
- 《이계진의 독점여성》 (KBS2)
- 《TV여행 먼나라 이웃나라》 (KBS2)
- 《한국슈퍼엘리트모델대회 수상자》 (SBS)
- 《그린비전 콘서트》 (SBS)
- 《SBS 문화광장》 (SBS)
- 《스타와 이밤을》 (SBS)
- 《민방의 새바람 전국을 하나로》 (SBS)
- 《길옥윤 추모 콘서트 사랑은 영원히》 (SBS)
- 《소록도의 봄》 (SBS)
- 《고향의 부치는 노래》 (SBS)
- 《길옥윤 이별 콘서트》 (SBS)
- 《코미디 펀치펀치》 (SBS)
- 《태평양 종단퀴즈》 (SBS)
- 《한국방송대상 시상식》 (SBS)
- 《TV 미팅 청춘은 아름다워》 (SBS)
- 《우리 아이 우리 사랑으로》 (SBS)
- 《TV를 말한다》 (SBS)
- 《한밤의 TV연예》 (SBS)
- 《슈퍼TV 세계가보인다》 (SBS)
- 《사랑의좀도리운동》 (SBS)
- 《제36회 대종상》 (SBS)
- 《명사가요초대석》 (MBC)
- 《TV는 사랑을 싣고》 (KBS1)
- 《추리특급》 (KBS2)
- 《사랑의 리퀘스트》 (KBS2)
- 《생방송 여성저널》 (KBS2)
- 《TV 내무반 신고합니다》 (KBS1)
- 《풍물기행 세계를 가다》 (KBS2)
- 《체험 삶의 현장》 (KBS1)
- 《라디오로 여는 세상》 (KBS 1라디오)
- 《한국 한국인》 (KBS1)
- 《세바퀴》 (MBC)
- 《국민과 함께 국군과 함께》 (국방FM)
- 《신문이야기 돌직구 쇼》 (채널A)
- 《1 대 100》 (KBS2)
- 《[특집] 지금 바로 여기 붓다회》 (BTN불교방송)

## 주요 CF 출연
- 레스토닉침대 레이디가구
- 한독 케토톱
- 일양약품 원비에프
- 알로에마임
- 새마을금고연합회
- 태평양 오복치약
- 금성사 캡션VTR
- 바이온텍 BTM-7000
- 동화약품 락테올
- 코웨이
- 웅진씽크빅 웅진아이큐
- 신세계유통 라이트스크린
- 전국은행연합회 직불카드
- 금강제화 금강제화 상품권
- 해태유업 엘리트에이플러스우유
- 대우자동차
- 에드네트
- 윈저
- 덕창전기산업 덕창전기요
- 서진통상 비디오삼국지
- 삼주개발 화원삼주타운

## 영상물
- 한국마약퇴치운동본부 - 미끄러운 언덕

## 저서
```
* 《뉴스를 말씀드리겠습니다,딸꾹!》
```

## 역대 선거 결과
|  | 42.18% |

|  | 65.93% |

|  | 45.63% |

## 소속 정당
| 소속 정당 | 소속 정당 | 소속 기간 | 비고           |
| --------- | --------- | --------- | -------------- |
|           | 한나라당  | 2004~2011 | 정계 입문      |
|           | 무소속    | 2011~현재 | 탈당 정계 은퇴 |

## 같이 보기
- 원주시 (2000년 선거구)
- 원주시의 국회의원